# Jacek Adam Lipiński
Jacek Adam Lipiński (ur. 29 sierpnia 1954 w Łomiankach) – polski związkowiec i urzędnik państwowy, działacz opozycji w okresie PRL, w latach 1998–1999 podsekretarz stanu w Ministerstwie Spraw Wewnętrznych i Administracji.

## Życiorys
Syn Zygmunta, zamieszkał w Warszawie. W 2007 skończył studia licencjackie z administracji we Wszechnicy Polskiej – Szkole Wyższej Towarzystwa Wiedzy Powszechnej w Warszawie. Od 1975 do 1992 pracował w Hucie Warszawa.
Od sierpnia 1980 zaangażowany w NSZZ „Solidarność”, został sekretarzem ds. organizacyjnych komitetu zakładowego i delegatem na zjazd Regionu Mazowsze. Był wydawcą i redaktorem pisma „Głos Wolnego Związkowca”, a także od 1980 do 1984 współorganizował Msze za Ojczyznę księdza Jerzego Popiełuszki (był też szefem służby jego ochrony). W okresie stanu wojennego uczestniczył w strajku, został aresztowany, a w styczniu 1982 uniewinniony. W latach 80. działał jako organizator parafialnej działalności pomocowej, w Prymasowskiego Komitetu Pomocy Osobom Pozbawionym Wolności i ich Rodzinom, jako kolporter prasy podziemnej i lektor Radia Czubatka. Został także członkiem komitetu budowy pomnika kardynała Stefana Wyszyńskiego. Był wielokrotnie zatrzymywany, przesłuchiwany i poddawany rewizji w związku z tą działalnością.
W okresie III RP od 1989 do 1992 kierował strukturami NSZZ „Solidarność” w Hucie Warszawa, a także został prezesem rady głównej Unii Własności Pracowniczej Izby Gospodarczej. W latach 1992–1996 był dyrektorem Biura Administracji Kancelarii Prezydenta RP, a od 1997 do 1999 dyrektorem gabinetu Wiceprezesa Rady Ministrów. Od 5 listopada 1998 do 5 stycznia 1999 sprawował funkcję podsekretarza stanu w Ministerstwie Spraw Wewnętrznych i Administracji, odpowiedzialnego za wdrożenie reformy administracyjnej. Później kierował biurem administracji i logistyki w firmie telekomunikacyjnej, a od 2005 do 2007 gabinetem politycznym Ministra Zdrowia.
Otrzymał Krzyż Oficerski Orderu Odrodzenia Polski (2012). W 2018 odznaczony Krzyżem Wolności i Solidarności.